# استان موش
استان موش به (به کردی: Mûş) یکی از استان‌های ترکیه است. مرکز این استان شهر موش است. مساحت این استان ۸٬۱۹۶ کیلومتر مربع است. جمعیت این شهر در سال ۲۰۰۰ میلادی ۴۵۳٬۶۵۴ نفر بود. قدمت شهر موش به پنج‌هزار سال پیش می‌رسد. امروزه اکثر جمعیت شهر و استان موش کرد هستند.

## ترکیب جمعیتی
استان موش از دیرباز محل سکونت اقوام گوناگون بوده‌است، اما اکثریت جمعیت آن را همواره کردها تشکیل داده‌اند. زبان رایج در میان کردهای منطقه، کردی کرمانجی است. تا پیش از نسل‌کشی ارمنیان در سال ۱۹۱۵، اقلیت‌های ارمنی و آشوری نیز در این استان به‌ویژه در شهر موش و روستاهای اطراف حضور چشمگیری داشتند.
پس از وقایع جنگ جهانی اول و حذف جمعیت ارمنی و آشوری، تنها جمعیت بومی باقی‌مانده در منطقه، کوردها بودند. امروزه نیز کوردها اکثریت مطلق ساکنان استان موش را تشکیل می‌دهند و کردی کرمانجی در شهر و روستاهای آن به‌طور گسترده رایج است.

## شهرستان‌ها
- بولانیک (Bulanık)
- خاص‌کوی (Hasköy)
- قورقود (Korkut)
- ملازگرد (Malazgirt)
- موش (Muş)
- وارتو (Varto)